# Csernák Árpád
Csernák Árpád (Budapest, 1943. augusztus 19. –) magyar író, színész, a Búvópatak főszerkesztője. A Magyar Írószövetség és a Magyar Alkotóművészek Országos Egyesületének a tagja.

## Életpályája

### Családja, tanulmányai
Csernák Árpád és Sőtér Mária gyermekeként született. 1962–től a Színház- és Filmművészeti Főiskolán tanult, ahol 1966-ban végzett. 1967-ben feleségül vette Gera Katalin szobrászművészt. Két fiuk született; Máté (1968) és Bálint (1972).

### Munkássága
Egy évadot játszott a debreceni Csokonai Színházban. 1967-től 1969-ig, illetve 1973 és 1975 között a Szegedi Nemzeti Színház tagja volt. 1969-től 1973-ig a Békés Megyei Jókai Színházban szerepelt. 1975 és 1977 között a kecskeméti Katona József Színházban játszott. 1977 óta a kaposvári Csiky Gergely Színház tagja. 1984-ben egy évadot játszott a József Attila Színházban. 1987-1988 között a Pécsi Nemzeti Színházban lépett fel.
1967 óta jelennek meg írásai folyóiratokban, heti- és napilapokban. Többek között a Magyar Naplóban, a Poliszban, a Vigíliában, a Confessióban, a Hitelben, a Tiszatájban, az Élet és Irodalomban, az Árgusban, a Kapuban, a Remetei Kéziratokban, a Pannon Tükörben, a Napútban, a Lyukasórában, a Jelenlétben, a Film Színház Muzsikában, a Somogyban, a Magyar Demokratában, az Új Dunatájban, az Új Horizontban, a Népszavában, A céhben, a Dunántúli Naplóban.
Megjelent egy elbeszélése az 1990/2-es Újhold Évkönyvben. Novelláit lefordították angol, bolgár és olasz nyelvre. Antológiák: Nem sokaság... (Somogyi írók antológiája II. 2001; Örökség, kaposi Kiskönyvtár 20.); Az év novellái, 2002, 2003, 2004, 2005, 2007 (Magyar Napló); Földem (Válogatás somogyi alkotók műveiből; Somogy Megyei Önkormányzat, 2010), A találkozás kapuja (Stádium Kiadó, 2011), Szeged effekt, 2. (Areión Könyvek, 2012). 1992-ben néhány társával létrehozta és szerkesztette a Mondat című folyóiratot. 2002 augusztusában alapította a Búvópatak című polgári, kulturális és társadalmi havilapot, amelynek főszerkesztője is.

#### Színházi fellépései
A Színházi adattárban regisztrált bemutatóinak száma 117.
| - Komornyik (Anouilh: Apák iskolája) - Egyik rendőr (Hubay Miklós: Szüless újra, kedves) - Cherub; 2. népbeli; Kimón; 1. polgár; A tiszt; 1. mesterlegény (Madách Imre: Az ember tragédiája) - Vadius (Molière: Tudós nők) - Restio (William Shakespeare: Coriolanus) - John Proctor; Hathorne (Arthur Miller: A salemi boszorkányok) - Simon bán; egy udvarnok (Katona József: Bánk bán) - Első őrmester (Visnyevszkij: Optimista tragédia) - Pivier (Deval: A potyautas) - Raksányi jurátus (Mária főhadnagy) - Karl; Végrehajtó (Dürrenmatt: Az öreg hölgy látogatása) - Harmadik fiú (Petrov: Rózsák tánca) - Hunyadi Mátyás (Vörösmarty Mihály: Czillei és a Hunyadiak) - Hadnagy (Gerencsér Miklós: A parancs) - Gaston (Anouilh: Torreádor keringő) - Cléante; Béralde (Molière: Képzelt beteg) - Vax (Méhes György: Barbár komédia) - Nyikoláj Rosztov gróf (L. Tolsztoj: Háború és béke) - Robert főhadnagy (Nebáncsvirág) - Robespierre (R. Rolland: Július 14.) - Liseo (Lope de Vega: A furfangos menyasszony) - Julien Morestan (Achard: A bolond lány) - Ladvenu; Monseigneur de la Trémouille főparancsnok (Shaw: Szent Johanna) - Kovács Ferenc (Darvas József: Szakadék) - I. kun főúr (Szigligeti Ede: A trónkereső) - Imrus (Szakonyi: Adáshiba) - Aumerle hercege (William Shakespeare: II. Richárd) - George (Victor Eftimiu: A csavargó) - Molnár Ferdinánd (Illyés Gyula: Fáklyaláng) - Don Alonso szolgája (Lope de Vega: Dacból terem a szerelem) - 2. magyar főúr (Kós Károly: István király) - Chupor Aladár (Csiky Gergely: Buborékok) - Utcai árus (Dosztojevszkij: Két férfi az ágy alatt) - ifj. Henry Percey (William Shakespeare: IV. Henrik) - Fjodor Ivanovics (Csehov: A manó) - Nachtigall (Görgey Gábor: Lilla és a kísértetek) - Pilades királyfi (Bornemisza Péter: Magyar Elektra) - Prológus (Baranyi Ferenc: A lónak vélt menyasszony) - Dobi László (Páskándi Géza: Tornyot választok) - V. Henrik (William Shakespeare: V. Henrik) - George (Baiesu: Mennyei boldogság) - Jenő, a férj, Gárdos cirkuszigazgató (Rejtő: Meg kell szakadni) - Ferenc szabó (Darvas József: Hunyadi) - Sebastian (William Shakespeare: Vízkereszt, vagy amit akartok) - Szavvics (Bulgakov: Boldogság) - Angolnay Leon (Witkiewicz: Az anya) - Gloster; Richard (William Shakespeare: VI. Henrik) - Don Guritan; Alba gróf (Victor Hugo: Királyasszony lovagja) - XIII. Habakuk (Kahlau: A király és a halászleány) - Fifi (Grochowiak: Kispofám, szereted a fagyasztott rózsát?) - Mufurc (William Shakespeare: Téli rege) - Kálmán (Csiky Gergely: A nagymama) | - Jézus (Hernádi Gyula: Csillagszóró) - Aubespine gróf (Schiller: Stuart Mária) - Robert király (Németh László: VII. Gergely) - Koszih (Csehov: Ivanov) - Kapitány (Olesa: A három kövér) - Hivatalnok (Móricz Zsigmond: Rokonok) - Kertész (Nebáncsvirág) - Voltaire, Pangloss mester (Voltaire–Wheeler–Bernstein: Candide) - Rizu-Rizu berber főparancsnok (Bulgakov: Bíbor sziget) - Orvos (Spiró György: Hajrá, Samu) - Tanácsi ember (Arden: Élnek, mint a disznók) - Áttentő Redáz (Lázár Ervin: Berzsián és Dideki) - Pembroke grófja (Dürrenmatt: János király) - Liebenberg (Marica grófnő) - Bálint (Sarkadi Imre: Oszlopos Simeon, avagy: lássuk, uramisten, mire megyünk) - Csavargó (Robert Thomas: Szegény Dániel) - D`Armagnac (Whiting: Ördögök) - Coulmier (Weiss: Marat/Sade) - Fiesco (Schiller: A Genovai Fiesco összeesküvése) - Pinchard (Feydeau: Tökfilkó) - Lord Stanley; Rivers gróf (William Shakespeare: III. Richárd) - Tügel százados (Kocsis István: Megszámláltatott fák) - Király (Szélkötő Kalamona) - Fulgentius (Illyés Gyula: A kegyenc) - Artyemij Filippovics Zemljanyika (Gogol: A revizor) - Carnero; Tiszt (Schnitzer: A cigánybáró) - Lotaringiai Károly (Weöres Sándor: A kétfejű fenevad) - Mr. Darling; Kampó Jácint (Barrie: Pán Péter) - von Berg (Lenz: A nevelő) - Parragh (Móricz Zsigmond: Úri muri) - Gratiano (William Shakespeare: A velencei kalmár) - Szerzetes Assisi Szent Ferenc (Aymé: Gróf Clérambard) - Ivan Poperollo (Hegedűs a háztetőn) - Mnyisek (Puskin: Borisz Godunov) - Férj; Gárdos (Rejtő Jenő: Meg kell szakadni!) - Pickering (Lerner–Loewe: My Fair Lady) - Georgi Abasvili; Fogadós (Brecht: A kaukázusi krétakör) - December (Marsak: A bűvös erdő) - Kikiáltó (Dosztojevszkij: Bűn és bűnhődés) - A vőlegény apja (Ibsen: Peer Gynt) - Macarthur tábornok (Christie: Tíz kicsi néger) - Főminiszter (Svarc: Hétköznapi csoda) - Belügyminiszter (Hamvai Kornél: Körvadászat) - Dr. Kassai (Lázár Ervin: A kisfiú meg az oroszlánok) - Rudics Tamás (Deák Ferenc: Fojtás) - A főmérnök (Móricz Zsigmond: Rokonok) - Gottschalk (Kleist: A Heilbronni Katica avagy a tűzpróba) - Con Sweeney (Friel: Philadelphia, nincs más út!) - Vincenzo (Carlo Goldoni: A chioggiai csetepaté) - Szuszlenkó (Bogarjev: Volt lelkek) - Gottfried Van Swieten Báró (Shaffer: Amadeus) - Palojtay István (Mikszáth Kálmán: A Noszty fiú esete Tóth Marival) - Horatio (Shakespeare: Hamlet) - Samrajev (Csehov: A sirály) |

#### Filmjei

##### Játékfilmek
- A kőszívű ember fiai I-II. (1964)
- Az orvos halála
- Makra (1974)
- Szirmok, virágok, koszorúk (1984)
- Szép napok (2002)

##### Tévéfilmek
- A tökfilkó (1982)
- A revizor (1984)
- A fekete kolostor (1986)
- Devictus Vincit (1994)
- Kisváros (1996-2000)
- István, a szent király (2000)

#### Művei
- szerk.: Lengyel Balázs: Bemutató előtt, novellák, Mondat Alapítvány (1992). ISBN 963-211-867-7[7][9]
- Este próba, novellák, Nap Kiadó (1994). ISBN 963-811-603-X[7]
- A névtelen, novellák (Örökség 8.), Kaposi Kiskönyvtár (1996)[7][10]
- Fagyosszentek, prózák, versek, prózaversek, Berzsenyi Társaság (1998). ISBN 9638440066[11]
- Kések a párna alatt, regény, Kráter Műhely Egyesület (1999). ISBN 963-9195-04-9[12]
- Felnőtté tiporva (regény, társszerző: Gerencsér Zsolt, Kráter Műhely Egyesület, 2003)
- A vörös bohóc és más démonok (válogatott és új novellák, Magyar Napló Kiadó, 2004)
- Kék korláton sárga ernyő (prózák, Hungarovox Kiadó 2007)
- A panzió – The pension (novellák két nyelven, 2009)
- Két év. Egy kaposvári színész naplójából; Hungarovox, Budapest, 2011
- Csernák Árpád válogatott novellái (Kárpáti Kamil utószavával, Stádium Kiadó, 2013)
- A doboz (kisregény, Orosz István grafikáival; Stádium Kiadó, 2014
- Társasjátékok. Rövid prózák; Stádium, Budapest, 2015
- Olajfában lakozó; fotó Ország László; Stádium, Budapest, 2017
- A titokzatos áramlás örököse. Beszélgetés Csernák Árpáddal; riporter Farkas Judit; Hungarovox, Budapest, 2018

## Díjai
- Magyar Köztársasági Ezüst Érdemkereszt (2011)
- A Magyar Érdemrend lovagkeresztje (2022)
- Somogy vármegyei Prima díj (2023)[13]